# Atrichobrunettia alternata
Atrichobrunettia alternata är en tvåvingeart som beskrevs av Satchell 1953. Atrichobrunettia alternata ingår i släktet Atrichobrunettia och familjen fjärilsmyggor. Inga underarter finns listade i Catalogue of Life.